# وعاء خبز القربان

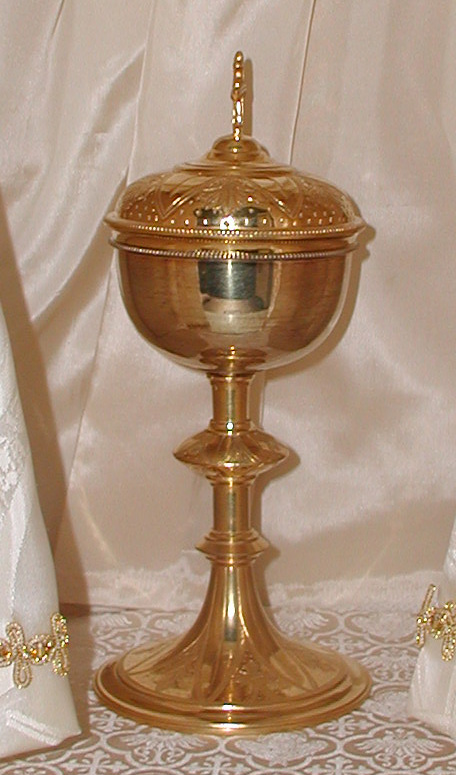
وعاء خبز قربان من الفضة المذهبة

وعاء خبز القربان إناء من يغلب أن يكون المعدن. وهو كأس كبير مغطى مصمم لاستيعاب خبز القربان في القربان المقدس فيكون نظير كأس القربان للنبيذ.